# Trude Fleischmann
Trude Fleischmann (1895-1990) va ser una fotògrafa estatunidenca nascuda austríaca. Després d'esdevenir una fotògrafa notable a la Viena dels anys vint, va restablir el seu negoci a Nova York a la dècada de 1940.

## Primers anys
Nascuda a Viena el 22 de desembre de 1895, Fleischmann era la segona de tres fills en una família jueva benestant. El seu pare, Wilhelm, era un venedor originari d'Hongria i la seva mare, Adele (nascuda Rosenberg) van constituir una important font de suport econòmic i emocional en els inicis de la seva carrera. Després de l'institut, va passar un semestre estudiant història de l'art a París, seguit de tres anys de fotografia al Lehr-und Versuchsanstalt für Photographie und Reproduktionsverfahren de Viena. Després va treballar durant un breu període com a aprenent a l'estudi de fotografia de Dora Kallmus, Atelier d'Ora, i per un període més llarg per al fotògraf Hermann Schieberth. El 1919 es va incorporar a la Photographische Gesellschaft en Wien (Societat Fotogràfica de Viena).

## Carrera
Al 1920, a l'edat de 25 anys, Fleischmann va obrir els seu estudi a prop de l'ajuntament de Viena. Les seves plaques de vidre es van beneficiar del seu ús minuciós de llum artificial difusa. Fotografiant celebritats de la música, l'òpera, la dansa i el teatre, la seva feina aviat es va fer indispensable a les grans revistes com Dau Bühne, Moderne Welt, Welt und Mode i Uhu. Va ser representada per l'Agència de Foto Schostal. A mesura que augmentava el seu cercle d'amics artistes, el seu estudi esdevenia un lloc de trobada de l'elit cultural vienesa.A més de retrats de Karl Kraus i Adolf Loos, el 1925 va fer una sèrie nua de la ballarina Claire Bauroff que la policia confiscà –titllada d'indecent– quan les imatges van ser mostrades en un teatre de Berlín. Fleischmann també va fer molt per animar altres dones a fer-se fotògrafes professionals.
Amb l'Anschluss de 1938, Fleischmann es va veure obligada a deixar el país i anar primer a París, després a Londres i finalment, amb la seva companya Helen Post, a Nova York, on arribà l'abril de 1939. El 1940 va obrir un estudi a prop del Carnegie Hall amb Frank Elmer, que també havia emigrat de Viena. A més d'escenes de la ciutat de Nova York, va fotografiar celebritats i alguns immigrants notables de la vida cultural europea com ara Elisabeth Berger, Albert Einstein, Eleanor Roosevelt, Oskar Kokoschka, Lotte Lehmann, Otto von Habsburg, el comte Richard von Coudenhove-Kalergi i Arturo Toscanini. També treballà com a fotògraf de moda per a revistes com Vogue. Va establir una amistat propera amb el fotògraf Lisette Model.

## Darrers anys
El 1969 Fleischmann es va retirar a Lugano, Suïssa. El 1987 va tornar als Estats Units per viure amb el seu nebot, el pianista Stefan Carell, a Brewster. Va morir allà el gener de 1990.

## Exposicions
L'obra de Trude Fleischmann va ser presentada al Vienna Museum, entre el gener i el maig de 2011, en una exposició titulada Trude Fleischmann: Der sebstbewusste Blick (Trude Fleischmann: La mirada autoconscient).